# Quinto Petílio Rufo
Quinto Petílio Rufo (em latim: Quintus Petilius Rufus) foi um senador romano eleito cônsul em 83 com o imperador Domiciano. Seu irmão (ou pai), Quinto Petílio Cerial, foi duas vezes cônsul sufecto (70 e 74) no reinado de Vespasiano, de quem era amigo e aliado através de um matrimônio. Petílio Cerial era genro de Vespasiano, marido de Domitila, a Jovem, que pode ser a mãe de Petílio Rufo. Se for este o caso, ele era sobrinho de Tito e Domiciano, irmão de Flávia Domitila e cunhado de Tito Flávio Clemente. Finalmente, Petílio Rufo era sobrinho (ou irmão) de um certo Caio Petílio Firmo, que foi tribuno militar na época de Vespasiano.